# Alchemilla lecomtei
Alchemilla lecomtei é uma espécie de rosácea do gênero Alchemilla, pertencente à família Rosaceae.